# 대구 북지장사 석조지장보살좌상
대구 북지장사 석조지장보살좌상(大邱 北地藏寺 石造地藏菩薩坐像)은 대한민국 대구광역시 동구 도학동, 북지장사에 있는 남북국 시대 신라의 불상이다. 1988년 5월 30일 대구광역시의 유형문화재 제15호로 지정되었다.

## 개요
대구의 북지장사는 고려 명종 22년(1192)에 창건되었으며 불상은 북지장사 대웅전 뒤쪽 땅속에서 발견된 것으로 완전한 형태로 남아있다.
얼굴은 온화한 인상으로 단정한 자태를 보여주고 있으며, 왼손에는 보주(寶珠)를 들고 오른손은 무릎 위에 올려 손끝을 아래로 향하고 있다. 양쪽 어깨를 감싸고 있는 옷은 주름의 조각선이 가늘고 약하게 형식화되어 시대가 뒤짐을 보여준다.
머리의 형태나 손에 든 보주 등으로 미루어 보아 지옥의 중생을 구제한다는 지장보살을 형상화한 것으로 보이며, 단정한 자태와 온화한 인상 등으로 통일신라 후기에 만들어진 작품으로 추정된다.

## 참고 자료
- 북지장사석조지장보살좌상 - 국가유산청 국가유산포털